# Germano de Annecy
Claude Charles Marion (Annecy, 22 de agosto de 1822 – Região Costeira da Bahia, 1 de maio de 1890), conhecido como Frei Germano de Annecy  foi um frade franciscano, astrônomo, professor de matemática, físico e botânico francês. 

## Biografia
Frei Germano nasceu na região da Alta Saboia, na França. Depois de se tornar frade franciscano transferiu-se para a América do Sul. Era astrônomo, físico e botânico. 
Em 1851 chegou ao Chile e posteriormente transferiu-se para São Paulo em 1858, onde conheceu D. Pedro II, cognominado o “mecenas brasileiro”, por seu interesse e proteção às artes, letras e ciências. Foi convidado pelo imperador para dirigir o Observatório Nacional, cargo que recusou. D. Pedro II deu-lhe de presente um cronômetro. Foi convidado para lecionar no Seminário Episcopal de São Paulo, junto à Igreja de São Cristovam, as disciplinas Matemática e Ciências Naturais. Dedicava-se à astronomia, pela observação de astros utilizando um telescópio montado no terraço do seminário. Na cidade de São Paulo, deixou vários trabalhos, notadamente dois gnômons, ambos no pátio do Seminário.
O religioso teve importante destaque na busca pela geração de energia elétrica enquanto vivia em São Paulo. Em 1868, frei Germano já fazia experiências tentando construir lâmpadas, experiência que estava sendo tentada no mundo todo desde o inicio do Século XIX. A Light, empresa responsável pelo fornecimento de energia elétrica na cidade, só começou a funcionar em 1899.,
Em sua passagem pela cidade de Franca, interior de São Paulo, Frei Germano de Annecy construiu em 1886 o Relógio Solar de Franca, o único vertical existente no Brasil, instalado na praça Nossa Senhora da Conceição, no centro da cidade. Um exemplar idêntico existe apenas na cidade francesa de Annecy, onde nasceu. , 
Foi algumas vezes convidado para pregar missões na cidade de Uberaba, onde passou um ou dois anos. 
Enfraquecido devido ao beribéri, resolveu retornar a sua terra natal, mas morreu em 1890 a bordo do navio “Bearn” à altura da costa da Bahia.
Era tido como brilhante e notável entre a comunidade científica mundial de sua época.